# Tottenham Hotspur Football Club 2015-2016
Questa voce raccoglie le informazioni riguardanti il Tottenham Hotspur Football Club nelle competizioni ufficiali della stagione 2015-2016.

## Stagione

### Campionato

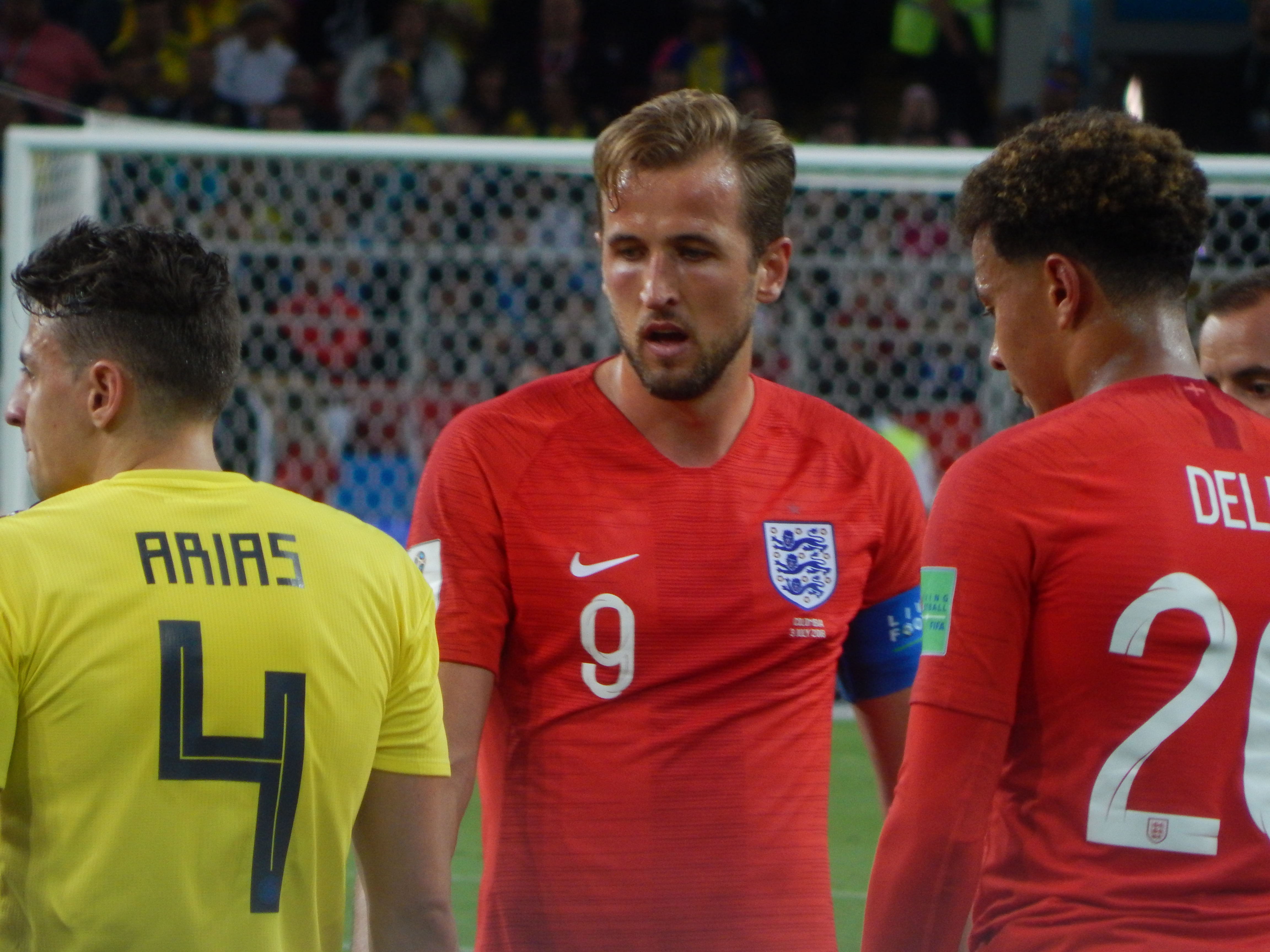
Kane, al centro, diventa miglior marcatore del campionato con 25 reti

Per gli Spurs, guidati come nell'annata precedente dall'allenatore argentino Mauricio Pochettino, la stagione 2015-2016 inizia l'8 agosto 2015 con una sconfitta nella prima giornata di Premier League sul campo del Manchester United per 1-0. Le successive tre gare si risolvono in altrettanti pareggi con Stoke City, Leicester City ed Everton rispettivamente per 2-2, 1-1 e 0-0. Successivamente la squadra riesce ad ottenere buoni risultati, raggiungendo il 2º posto alla 25ª giornata battendo il Watford in casa per 1-0.
Ad appena due giornate dalla fine il Tottenham incontra l'ormai senza speranze Chelsea; nella prima frazione di gara della sfida gli Spurs si trovano in vantaggio di 2 gol con le reti di Kane e Son. Nel secondo tempo i Blues ribaltano il risultato con le reti di Cahill ed Hazard che portano il punteggio finale sul 2-2, regalando quindi lo scudetto al Leicester City con due giornate di anticipo. Nell'ultima giornata la squadra viene superata dall'Arsenal, terminando così il campionato in terza posizione e qualificandosi comunque direttamente ai gironi di Champions League della stagione successiva.

### Coppe europee
Nella stagione 2015-2016 il Tottenham parte dai gironi di Europa League essendosi posizionato al 5º posto nella precedente Premier League. Gli Spurs vengono sorteggiati nel girone J insieme ad Anderlecht, Monaco e Qarabağ. Riescono a passare il girone, battono la Fiorentina ai sedicesimi di finale (andata 1-1, ritorno 3-0) ma agli ottavi vengono battuti in entrambe le sfide dal Borussia Dortmund, prima per 3-0 poi per 2-1.

### Coppe nazionali
Nelle coppe nazionali della stagione 2015-2016 (FA Cup e Football League Cup) gli Spurs si fermano rispettivamente al quinto e al terzo turno.

## Rosa
Rosa, numerazione e ruoli, tratti dal sito ufficiale, sono aggiornati al 21 luglio 2015.
| N. |                          | Ruolo | Calciatore                     |
| -- | ------------------------ | ----- | ------------------------------ |
| 1  | Francia (bandiera)       | P     | Hugo Lloris (capitano)         |
| 2  | Inghilterra (bandiera)   | D     | Kyle Walker                    |
| 3  | Inghilterra (bandiera)   | D     | Danny Rose                     |
| 4  | Belgio (bandiera)        | D     | Toby Alderweireld              |
| 5  | Belgio (bandiera)        | D     | Jan Vertonghen (vice capitano) |
| 6  | Algeria (bandiera)       | C     | Nabil Bentaleb                 |
| 7  | Corea del Sud (bandiera) | A     | Son Heung-Min                  |
| 8  | Inghilterra (bandiera)   | C     | Ryan Mason                     |
| 10 | Inghilterra (bandiera)   | A     | Harry Kane                     |
| 11 | Argentina (bandiera)     | A     | Erik Lamela                    |
| 13 | Paesi Bassi (bandiera)   | P     | Michel Vorm                    |
| 14 | Camerun (bandiera)       | A     | Clinton N'Jie                  |

| N. |                        | Ruolo | Calciatore        |
| -- | ---------------------- | ----- | ----------------- |
| 15 | Inghilterra (bandiera) | D     | Eric Dier         |
| 16 | Inghilterra (bandiera) | D     | Kieran Trippier   |
| 19 | Belgio (bandiera)      | C     | Moussa Dembélé    |
| 20 | Inghilterra (bandiera) | C     | Dele Alli         |
| 22 | Belgio (bandiera)      | C     | Nacer Chadli      |
| 23 | Danimarca (bandiera)   | C     | Christian Eriksen |
| 25 | Inghilterra (bandiera) | C     | Josh Onomah       |
| 27 | Austria (bandiera)     | D     | Kevin Wimmer      |
| 28 | Inghilterra (bandiera) | C     | Thomas Carroll    |
| 29 | Inghilterra (bandiera) | C     | Harry Winks       |
| 33 | Galles (bandiera)      | D     | Ben Davies        |

## Risultati

### Premier League

#### Girone di andata
| Arbitro: | Jonathan Moss |

|                   |           |  |
| Walker 22’ (aut.) | Marcatori |  |

| Arbitro: | Robert Madley |

|                     |           |                                 |
| Dier 19’ Chadli 45’ | Marcatori | 78’ (rig.) Arnautović 83’ Diouf |

| Arbitro: | Martin Atkinson |

|            |           |          |
| Mahrez 82’ | Marcatori | 81’ Alli |

| Londra 29 agosto 2015, ore 17:30 BST 4ª giornata | Tottenham  | 0 – 0 referto | Everton | White Hart Lane (35.856 spett.)\| Arbitro: \| Mike Jones \| |
| Arbitro:                                         | Mike Jones |               |         |                                                             |

| Arbitro: | Craig Pawson |

|  |           |           |
|  | Marcatori | 82’ Mason |

| Arbitro: | Michael Oliver |

|         |           |  |
| Son 68’ | Marcatori |  |

| Arbitro: | Mark Clattenburg |

|                                               |           |               |
| Dier 45’ Alderweireld 50’ Kane 61’ Lamela 79’ | Marcatori | 25’ De Bruyne |

| Arbitro: | Mike Dean |

|                          |           |                  |
| Ayew 16’ Kane 31’ (aut.) | Marcatori | 27’, 65’ Eriksen |

| Londra 17 ottobre 2015, ore 12:45 BST 9ª giornata | Tottenham    | 0 – 0 referto | Liverpool | White Hart Lane (35.926 spett.)\| Arbitro: \| Craig Pawson \| |
| Arbitro:                                          | Craig Pawson |               |           |                                                               |

| Arbitro: | Roger East |

|            |           |                                                 |
| Ritchie 1’ | Marcatori | 9’ (rig.), 56’, 63’ Kane 17’ Dembélé 29’ Lamela |

| Arbitro: | Mike Dean |

|                              |           |          |
| Dembélé 3’ Alli 45’ Kane 90’ | Marcatori | 79’ Ayew |

| Arbitro: | Martin Atkinson |

|           |           |          |
| Gibbs 77’ | Marcatori | 32’ Kane |

| Arbitro: | Anthony Taylor |

|                                           |           |             |
| Kane 23’, 50’ Alderweireld 33’ Walker 83’ | Marcatori | 87’ Lanzini |

| Londra 29 novembre 2015, ore 12:00 GMT 14ª giornata | Tottenham      | 0 – 0 referto | Chelsea | White Hart Lane (35.639 spett.)\| Arbitro: \| Michael Oliver \| |
| Arbitro:                                            | Michael Oliver |               |         |                                                                 |

| Arbitro: | Jonathan Moss |

|            |           |          |
| McLean 39’ | Marcatori | 15’ Alli |

| Arbitro: | Roger East |

|               |           |                          |
| Eric Dier 39’ | Marcatori | 74’ Mitrović 90+3’ Pérez |

| Arbitro: | Kevin Friend |

|  |           |                   |
|  | Marcatori | 40’ Kane 43’ Alli |

| Arbitro: | Mike Jones |

|                                  |           |  |
| Kane 26’ (rig.), 42’ Carroll 80’ | Marcatori |  |

| Arbitro: | Anthony Taylor |

|            |           |                    |
| Ighalo 41’ | Marcatori | 17’ Lamela 89’ Son |

#### Girone di ritorno
| Arbitro: | Michael Oliver |

|            |           |          |
| Lennon 22’ | Marcatori | 45’ Alli |

| Arbitro: | Lee Mason |

|  |           |          |
|  | Marcatori | 83’ Huth |

| Arbitro: | Mike Dean |

|                                              |           |                 |
| Eriksen 42’, 67’ Dembélé 59’ Kane 79’ (rig.) | Marcatori | 40’ Van Aanholt |

| Arbitro: | Martin Atkinson |

|                       |           |                              |
| Vertonghen 30’ (aut.) | Marcatori | 63’ Kane 84’ Alli 90’ Chadli |

| Arbitro: | Kevin Friend |

|  |           |                              |
|  | Marcatori | 2’ Alli 30’ (rig.), 90’ Kane |

| Arbitro: | Roger East |

|              |           |  |
| Trippier 64’ | Marcatori |  |

| Arbitro: | Mark Clattenburg |

|               |           |                             |
| Iheanacho 74’ | Marcatori | 53’ (rig.) Kane 83’ Eriksen |

| Arbitro: | Mike Jones |

|                     |           |              |
| Chadli 70’ Rose 77’ | Marcatori | 19’ Paloschi |

| Arbitro: | Andre Marriner |

|            |           |  |
| Antonio 7’ | Marcatori |  |

| Arbitro: | Michael Oliver |

|                           |           |                        |
| Alderweireld 60’ Kane 62’ | Marcatori | 39’ Ramsey 76’ Sánchez |

| Arbitro: | Anthony Taylor |

|  |           |               |
|  | Marcatori | 45’, 48’ Kane |

| Arbitro: | Neil Swarbrick |

|                          |           |  |
| Kane 1’, 16’ Eriksen 52’ | Marcatori |  |

| Arbitro: | Jonathan Moss |

|              |           |          |
| Coutinho 51’ | Marcatori | 63’ Kane |

| Arbitro: | Mike Dean |

|                                      |           |  |
| Alli 70’ Alderweireld 74’ Lamela 76’ | Marcatori |  |

| Arbitro: | Neil Swarbrick |

|  |           |                            |
|  | Marcatori | 9’, 71’ Kane 67’, 82’ Alli |

| Arbitro: | Mike Jones |

|                   |           |            |
| Dawson 33’ (aut.) | Marcatori | 73’ Dawson |

| Arbitro: | Mark Clattenburg |

|                       |           |                  |
| Cahill 58’ Hazard 83’ | Marcatori | 35’ Kane 44’ Son |

| Arbitro: | Jonathan Moss |

|         |           |                |
| Son 16’ | Marcatori | 31’, 72’ Davis |

| Arbitro: | Anthony Taylor |

|                                                               |           |            |
| Wijnaldum 19’, 73’ (rig.) Mitrović 39’ Aarons 85’ Janmaat 86’ | Marcatori | 60’ Lamela |

### Coppa d'Inghilterra
| Arbitro: | Robert Madley |

|                            |           |                            |
| Eriksen 8’ Kane 89’ (rig.) | Marcatori | 19’ Wasilewski 48’ Okazaki |

| Arbitro: | Anthony Taylor |

|  |           |                    |
|  | Marcatori | 39’ Son 66’ Chadli |

| Arbitro: | Michael Oliver |

|                   |           |                                      |
| Davies 80’ (aut.) | Marcatori | 27’, 78’ Chadli 64’ Dier 82’ Carroll |

| Arbitro: | Craig Pawson |

|  |           |             |
|  | Marcatori | 45+1’ Kelly |

### Coppa di Lega
| Arbitro: | Andre Marriner |

|                     |           |                  |
| Chambers 56’ (aut.) | Marcatori | 26’, 78’ Flamini |

### Europa League

#### Fase a gironi
| Arbitro: | Adrien Jaccottet |

|                         |           |                   |
| Son 28’, 30’ Lamela 86’ | Marcatori | 7’ (rig.) Almeida |

| Arbitro: | Artur Soares Dias |

|                 |           |            |
| El Shaarawy 81’ | Marcatori | 35’ Lamela |

| Arbitro: | Pol van Boekel |

|                      |           |            |
| Gillet 13’ Okaka 75’ | Marcatori | 4’ Eriksen |

| Arbitro: | Orel Grinfeld |

|                      |           |             |
| Kane 29’ Dembélé 87’ | Marcatori | 72’ Ezekiel |

| Arbitro: | Anastasios Sidīropoulos |

|  |           |          |
|  | Marcatori | 78’ Kane |

| Arbitro: | Ivan Bebek |

|                                 |           |                 |
| Lamela 2’, 15’, 38’ Carroll 78’ | Marcatori | 61’ El Shaarawy |

#### Fase a eliminazione diretta
| Arbitro: | Felix Zwayer |

|                  |           |                   |
| Bernardeschi 59’ | Marcatori | 37’ (rig.) Chadli |

| Arbitro: | Ovidiu Hațegan |

|                                           |           |  |
| Mason 25’ Lamela 63’ Rodríguez 81’ (aut.) | Marcatori |  |

| Arbitro: | Cüneyt Çakır |

|                              |           |  |
| Aubameyang 30’ Reus 61’, 70’ | Marcatori |  |

| Arbitro: | Nicola Rizzoli |

|         |           |                     |
| Son 74’ | Marcatori | 24’, 71’ Aubameyang |

## Statistiche

### Andamento in campionato
| Giornata  | 1  | 2  | 3  | 4  | 5  | 6 | 7 | 8 | 9 | 10 | 11 | 12 | 13 | 14 | 15 | 16 | 17 | 18 | 19 | 20 | 21 | 22 | 23 | 24 | 25 | 26 | 27 | 28 | 29 | 30 | 31 | 32 | 33 | 34 | 35 | 36 | 37 | 38 |
| --------- | -- | -- | -- | -- | -- | - | - | - | - | -- | -- | -- | -- | -- | -- | -- | -- | -- | -- | -- | -- | -- | -- | -- | -- | -- | -- | -- | -- | -- | -- | -- | -- | -- | -- | -- | -- | -- |
| Luogo     | T  | C  | T  | C  | T  | C | C | T | C | T  | C  | T  | C  | C  | T  | C  | T  | C  | T  | T  | C  | C  | T  | T  | C  | T  | C  | T  | C  | T  | C  | T  | C  | T  | C  | T  | C  | T  |
| Risultato | P  | N  | N  | N  | V  | V | V | N | N | V  | V  | N  | V  | N  | N  | P  | V  | V  | V  | N  | P  | V  | V  | V  | V  | V  | V  | P  | N  | V  | V  | N  | V  | V  | N  | N  | P  | P  |
| Posizione | 17 | 13 | 14 | 15 | 12 | 9 | 5 | 6 | 7 | 6  | 5  | 5  | 5  | 5  | 5  | 5  | 4  | 4  | 4  | 4  | 4  | 4  | 4  | 3  | 2  | 2  | 2  | 2  | 2  | 2  | 2  | 2  | 2  | 2  | 2  | 2  | 2  | 3  |

Legenda:

Luogo: C = Casa; T = Trasferta. Risultato: V = Vittoria; N = Pareggio; P = Sconfitta.

### Statistiche dei giocatori
| Giocatore       | Premier League | Premier League | Premier League | Premier League | FA Cup   | FA Cup | FA Cup      | FA Cup     | League Cup | League Cup | League Cup  | League Cup | Europa League | Europa League | Europa League | Europa League | Totale   | Totale | Totale      | Totale     |
| Giocatore       | Presenze       | Reti           | Ammonizioni    | Espulsioni     | Presenze | Reti   | Ammonizioni | Espulsioni | Presenze   | Reti       | Ammonizioni | Espulsioni | Presenze      | Reti          | Ammonizioni   | Espulsioni    | Presenze | Reti   | Ammonizioni | Espulsioni |
| --------------- | -------------- | -------------- | -------------- | -------------- | -------- | ------ | ----------- | ---------- | ---------- | ---------- | ----------- | ---------- | ------------- | ------------- | ------------- | ------------- | -------- | ------ | ----------- | ---------- |
| H. Lloris       | 37             | -34            | 0              | 0              | 0        | 0      | 0           | 0          | 0          | 0          | 0           | 0          | 9             | -11           | 0             | 0             | 46       | -45    | 0           | 0          |
| K. Walker       | 33             | 1              | 7              | 0              | 2        | 0      | 0           | 0          | 0          | 0          | 0           | 0          | 0             | 0             | 0             | 0             | 35       | 1      | 7           | 0          |
| D. Rose         | 24             | 1              | 7              | 0              | 2        | 0      | 1           | 0          | 1          | 0          | 0           | 0          | 3             | 0             | 0             | 0             | 30       | 1      | 8           | 0          |
| T. Alderweireld | 38             | 4              | 3              | 0              | 1        | 0      | 0           | 0          | 0          | 0          | 0           | 0          | 10            | 0             | 1             | 0             | 49       | 4      | 4           | 0          |
| J. Vertonghen   | 29             | 0              | 5              | 0              | 0        | 0      | 0           | 0          | 0          | 0          | 0           | 0          | 4             | 0             | 0             | 0             | 33       | 0      | 5           | 0          |
| N. Bentaleb     | 5              | 0              | 1              | 0              | 4        | 0      | 1           | 0          | 0          | 0          | 0           | 0          | 2             | 0             | 1             | 0             | 11       | 0      | 3           | 0          |
| H. Son          | 28             | 4              | 0              | 0              | 4        | 1      | 0           | 0          | 1          | 0          | 0           | 0          | 7             | 3             | 0             | 0             | 40       | 8      | 0           | 0          |
| R. Mason        | 22             | 1              | 3              | 0              | 1        | 0      | 0           | 0          | 0          | 0          | 0           | 0          | 6             | 1             | 0             | 0             | 29       | 2      | 3           | 0          |
| H. Kane         | 38             | 25             | 5              | 0              | 4        | 1      | 0           | 0          | 1          | 0          | 0           | 0          | 7             | 2             | 1             | 0             | 50       | 28     | 6           | 0          |
| E. Lamela       | 34             | 5              | 9              | 0              | 2        | 0      | 0           | 0          | 0          | 0          | 0           | 0          | 8             | 6             | 3             | 0             | 44       | 11     | 12          | 0          |
| M. Vorm         | 1              | -1             | 0              | 0              | 4        | -4     | 0           | 0          | 1          | -2         | 0           | 0          | 1             | -1            | 0             | 0             | 7        | -8     | 0           | 0          |
| C. N'Jie        | 8              | 0              | 0              | 0              | 0        | 0      | 0           | 0          | 1          | 0          | 0           | 0          | 5             | 0             | 1             | 0             | 14       | 0      | 1           | 0          |
| E. Dier         | 37             | 3              | 10             | 0              | 4        | 1      | 0           | 0          | 1          | 0          | 0           | 0          | 9             | 0             | 0             | 0             | 51       | 4      | 10          | 0          |
| K. Trippier     | 6              | 1              | 1              | 0              | 2        | 0      | 0           | 0          | 1          | 0          | 0           | 0          | 10            | 0             | 1             | 0             | 19       | 1      | 2           | 0          |
| A. Townsend     | 16             | 4              | 0              | 0              | 0        | 0      | 0           | 0          | 1          | 0          | 0           | 0          | 3             | 0             | 0             | 0             | 20       | 4      | 0           | 0          |
| M. Dembélé      | 29             | 3              | 3              | 0              | 2        | 0      | 0           | 0          | 0          | 0          | 0           | 0          | 4             | 1             | 1             | 0             | 35       | 4      | 4           | 0          |
| D. Alli         | 33             | 10             | 7              | 0              | 3        | 0      | 0           | 0          | 1          | 0          | 1           | 0          | 9             | 0             | 2             | 0             | 46       | 10     | 10          | 0          |
| F. Fazio        | 0              | 0              | 0              | 0              | 0        | 0      | 0           | 0          | 1          | 0          | 0           | 0          | 0             | 0             | 0             | 0             | 1        | 0      | 0           | 0          |
| N. Chadli       | 29             | 3              | 1              | 0              | 4        | 3      | 0           | 0          | 1          | 0          | 0           | 0          | 6             | 1             | 0             | 0             | 40       | 7      | 1           | 0          |
| C. Eriksen      | 35             | 6              | 2              | 0              | 4        | 1      | 0           | 0          | 1          | 0          | 0           | 0          | 7             | 1             | 0             | 0             | 47       | 8      | 2           | 0          |
| A. Pritchard    | 3              | 0              | 0              | 0              | 1        | 0      | 0           | 0          | 0          | 0          | 0           | 0          | 0             | 0             | 0             | 0             | 4        | 0      | 0           | 0          |
| J. Onomah       | 8              | 0              | 0              | 0              | 4        | 0      | 0           | 0          | 0          | 0          | 0           | 0          | 7             | 0             | 0             | 0             | 19       | 0      | 0           | 0          |
| K. Wimmer       | 10             | 0              | 2              | 0              | 4        | 0      | 0           | 0          | 1          | 0          | 0           | 0          | 6             | 0             | 1             | 0             | 21       | 0      | 3           | 0          |
| T. Carroll      | 19             | 1              | 3              | 0              | 3        | 1      | 0           | 0          | 1          | 0          | 0           | 0          | 7             | 1             | 0             | 0             | 30       | 3      | 3           | 0          |
| H. Winks        | 0              | 0              | 0              | 0              | 0        | 0      | 0           | 0          | 0          | 0          | 0           | 0          | 2             | 0             | 0             | 0             | 2        | 0      | 0           | 0          |
| B. Davies       | 17             | 0              | 3              | 0              | 2        | 0      | 1           | 0          | 0          | 0          | 0           | 0          | 8             | 0             | 2             | 0             | 27       | 0      | 6           | 0          |